# Toquí de Cusco
El toquí de Cusco (Atlapetes canigenis) és un ocell de la família dels passerèl·lids (Passerellidae).

## Descripció i ecologia
Mesura aproximadament 18 cm. En general és de color gris sutge amb una corona vermellosa que es projecta fins al clatell. El centre del ventre és gris més clar. S'alimenta en matolls humits andins, boscos nans i, sovint, s'associa amb parcel·les de bambú. És molt similar a toquí pissarós (Atlapetes schistaceus) amb el que està estretament relacionat, però es distingeix per tenir un plomatge gris fosc uniforme. El rang d'aquests dos toquís no se superposa.

## Hàbitat i distribució
És endèmic del Perú on habita els boscos andins, al Departament de Cusco, en elevacions que oscil·len entre 2400 i 3000 m.

## Etimologia
El nom «Atlapetes» deriva del grec antic “Atles” que en la mitologia grega va ser un tità que va ser convertit en una muntanya. «Pets» deriva també del grec antic i significa “ocell”. L'epítet «canigenis» prové del llatí «canus» que significa “gris” i «gena»“ galta”.